# 的里雅斯特

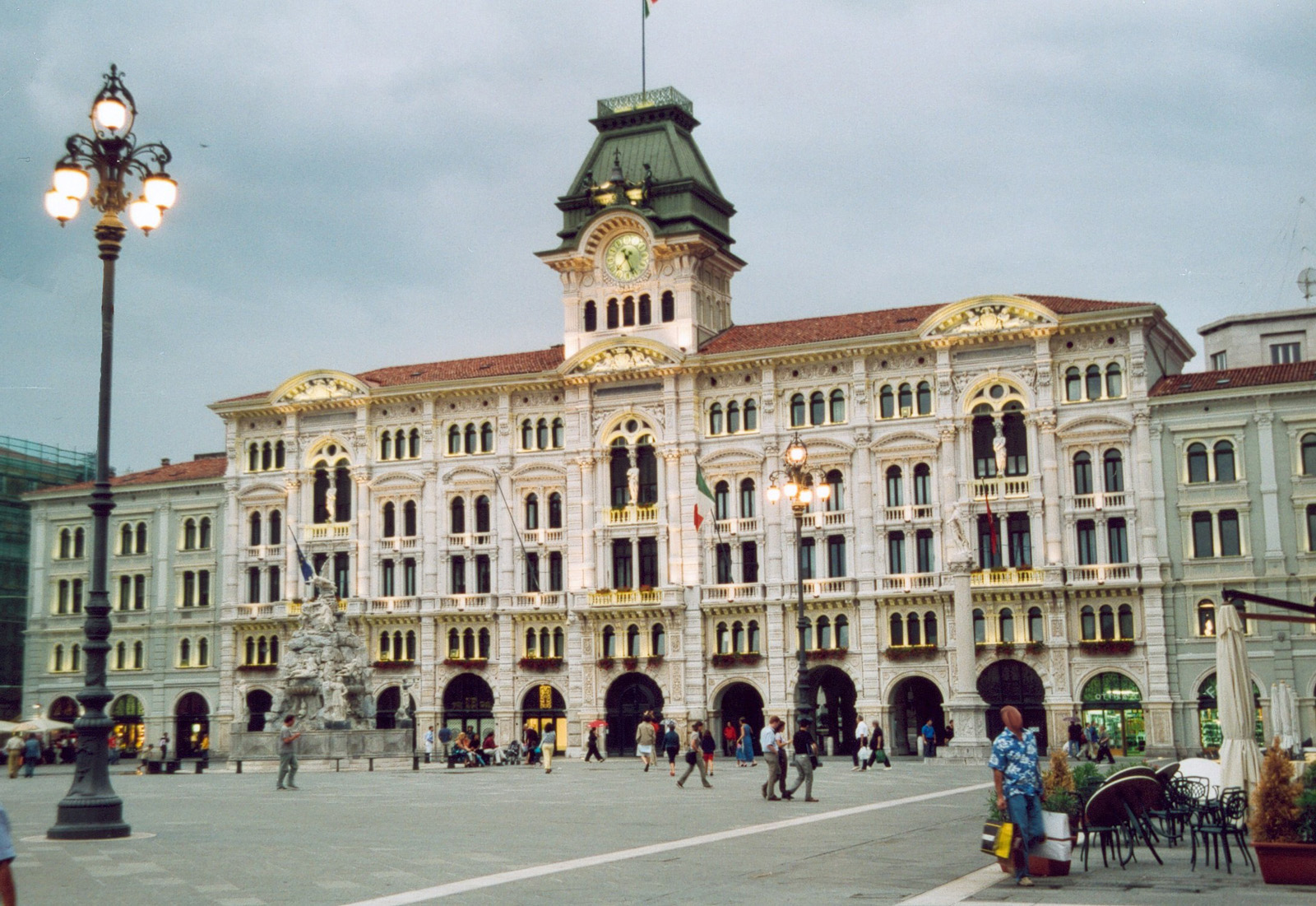
意大利聯邦的達斯市政廳的廣場

的里雅斯特（義大利語：Trieste；斯洛文尼亚语：Trst，特尔斯特，特里埃斯特）是意大利东北部靠近斯洛文尼亚边境的一个港口城市，位于亚得里亚海的里雅斯特湾的最深處，也是弗留利-威尼斯朱利亚大区和的里雅斯特省的首府。2001年人口为207,069人。
在1372年到1918年間，的里雅斯特曾是神圣罗马帝国及奥匈帝国的一部分，因而这座城市虽然在地理上显然属于南欧，但在语言、文化方面却具有明显的中欧和日耳曼特色，与其他意大利城市有着明显的区别。尤其是在1867年到1918年期间，的里雅斯特作为奥匈帝国的主要出海口，曾是地中海沿岸一个繁荣的港口城市和音乐与文学的中心。第一次世界大战结束后，奥匈帝国崩溃，的里雅斯特并入意大利，随之经济文化衰落下去。
現今的里雅斯特是邊界城市的代表。的里雅斯特的人口混合了鄰區的人種。的里雅斯特市區占优势的方言稱為的里雅斯特語（的里雅斯特語：Triestin，意大利语：Triestino），是威尼斯方言在当地的变种；而在紧邻市区的部分近郊，已经开始使用斯洛維尼亞語。義大利語以及斯洛維尼亞語都被認為是本地語言，而弗留利語以及克羅埃西亞語也有少數人使用，由於地理位置以及歷史緣故，在該城也有很多人使用德語。
的里雅斯特的經濟主要依賴港口貿易以及与邻近地区的商業交易，是意大利邮船公司（Lloyd Triestino）的发祥地。在冷戰時期，的里雅斯特因为地处东西方对抗前沿成為次要港口，但目前正在重振它昔日的商業影響力。在2006年的里雅斯特被選為義大利最適合居住的城市。
的里雅斯特的景点主要是众多奥匈帝國时代存留的新藝術以及新古典主義風格建築，以其明显的中欧特色在意大利众多城市中独树一帜。该市还拥有国际理论物理中心和的里雅斯特大学。

## 地理

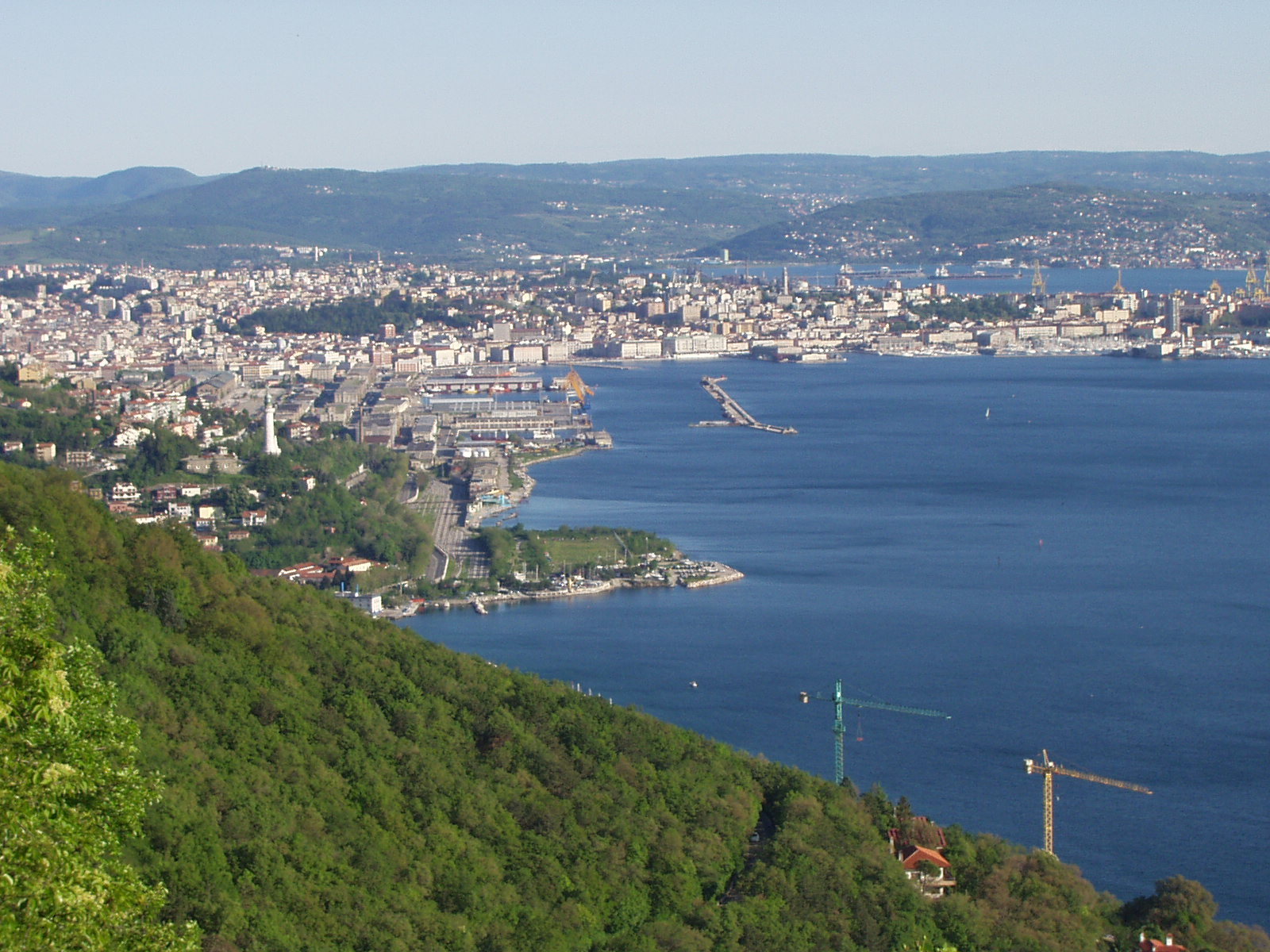
的里雅斯特湾

### 位置
的里雅斯特位于意大利东北部，亚得里亚海北端的里雅斯特湾的顶点，伊斯特拉半岛的西北侧，靠近斯洛文尼亚边境，而跨过斯洛文尼亚到达克罗地亚也仅有数十千米的距离。在行政上隶属于弗留利-威尼斯朱利亚大区的里雅斯特省的首府。2001年人口为207,069人。

### 地形
的里雅斯特在地形上属于斯洛文尼亚高原西缘的丘陵平原地带，腹地廣大。

### 气候

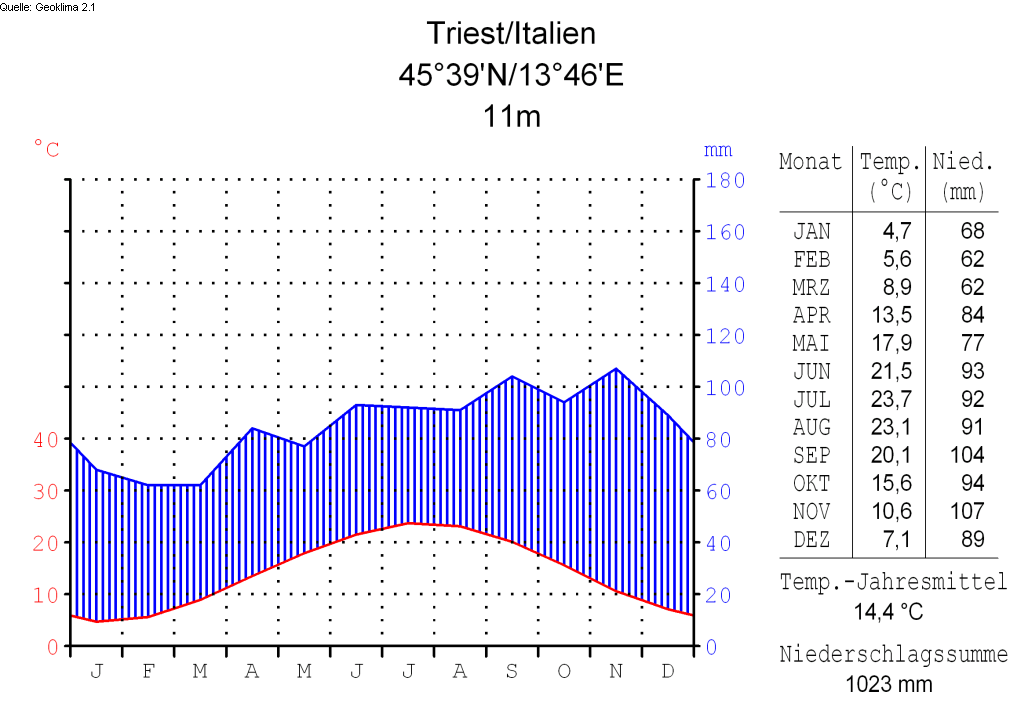
的里雅斯特的气候资料

的里雅斯特的气候属于亚热带湿润气候，一到冬季就會颳起一種叫布拉風的強風。
| Trieste-Barcola (1961-1990) | Trieste-Barcola (1961-1990) | Trieste-Barcola (1961-1990) | Trieste-Barcola (1961-1990) | Trieste-Barcola (1961-1990) | Trieste-Barcola (1961-1990) | Trieste-Barcola (1961-1990) | Trieste-Barcola (1961-1990) | Trieste-Barcola (1961-1990) | Trieste-Barcola (1961-1990) | Trieste-Barcola (1961-1990) | Trieste-Barcola (1961-1990) | Trieste-Barcola (1961-1990) | Trieste-Barcola (1961-1990) |
| 月份                        | 1月                         | 2月                         | 3月                         | 4月                         | 5月                         | 6月                         | 7月                         | 8月                         | 9月                         | 10月                        | 11月                        | 12月                        | 全年                        |
| --------------------------- | --------------------------- | --------------------------- | --------------------------- | --------------------------- | --------------------------- | --------------------------- | --------------------------- | --------------------------- | --------------------------- | --------------------------- | --------------------------- | --------------------------- | --------------------------- |
| 平均高温 °C（°F）           | 7.0 (44.6)                  | 8.7 (47.7)                  | 12.0 (53.6)                 | 16.8 (62.2)                 | 21.8 (71.2)                 | 25.4 (77.7)                 | 28.1 (82.6)                 | 27.4 (81.3)                 | 23.6 (74.5)                 | 18.1 (64.6)                 | 12.4 (54.3)                 | 8.3 (46.9)                  | 17.5 (63.4)                 |
| 平均低温 °C（°F）           | 3.1 (37.6)                  | 4.1 (39.4)                  | 6.4 (43.5)                  | 9.9 (49.8)                  | 14.0 (57.2)                 | 17.5 (63.5)                 | 19.9 (67.8)                 | 19.6 (67.3)                 | 16.7 (62.1)                 | 12.7 (54.9)                 | 8.0 (46.4)                  | 4.4 (39.9)                  | 11.4 (52.5)                 |
| 平均降水量 mm（）           | 71.2 (2.80)                 | 61.8 (2.43)                 | 76.7 (3.02)                 | 86.8 (3.42)                 | 81.0 (3.19)                 | 101.6 (4.00)                | 71.2 (2.80)                 | 100.6 (3.96)                | 102.3 (4.03)                | 86.6 (3.41)                 | 113.7 (4.48)                | 91.9 (3.62)                 | 1,045.4 (41.16)             |
| 平均相對濕度（％）          | 67                          | 65                          | 61                          | 63                          | 64                          | 66                          | 63                          | 63                          | 67                          | 69                          | 65                          | 67                          | 65                          |
| 来源：MeteoAM               |                             |                             |                             |                             |                             |                             |                             |                             |                             |                             |                             |                             |                             |

## 历史
西羅馬帝國, 395–476

 東羅馬帝國, 476–567

 倫巴第王國, 567-788

 法蘭克王國, 788-843

 中法蘭克王國, 843-855

 阿奎萊亞主教國, 855–952

 神聖羅馬帝國, 952–1368

 威尼斯共和國, 1368–1369 

 阿奎萊亞主教國 1378–1382

 神聖羅馬帝國哈布斯堡領地, 1382-1809

 法蘭西第一共和國, 1809–1814

 奥地利帝國, 1814–1867

 奥匈帝国, 1867–1922

 義大利王國, 1922–1943

 納粹德國亞德里亞濱海戰區, 1943–1945

 Allied Military Government, 1945–1947

 第里雅斯特自由區, 1947–1954

### 古代和中世纪
今天的里雅斯特所在的地区最早的居民是属于印欧语系的卡尼（Carni）人。后来伊利里亚人的一支Histri在此定居，成为这里的主要文明，直到前2000年，亞得里亞威尼斯（Adriatic Veneti人）到来时。
自前177年，罗马共和国控制了该市起便是一個繁榮的港都。前51年，凱撒使的里雅斯特获得了殖民地地位。

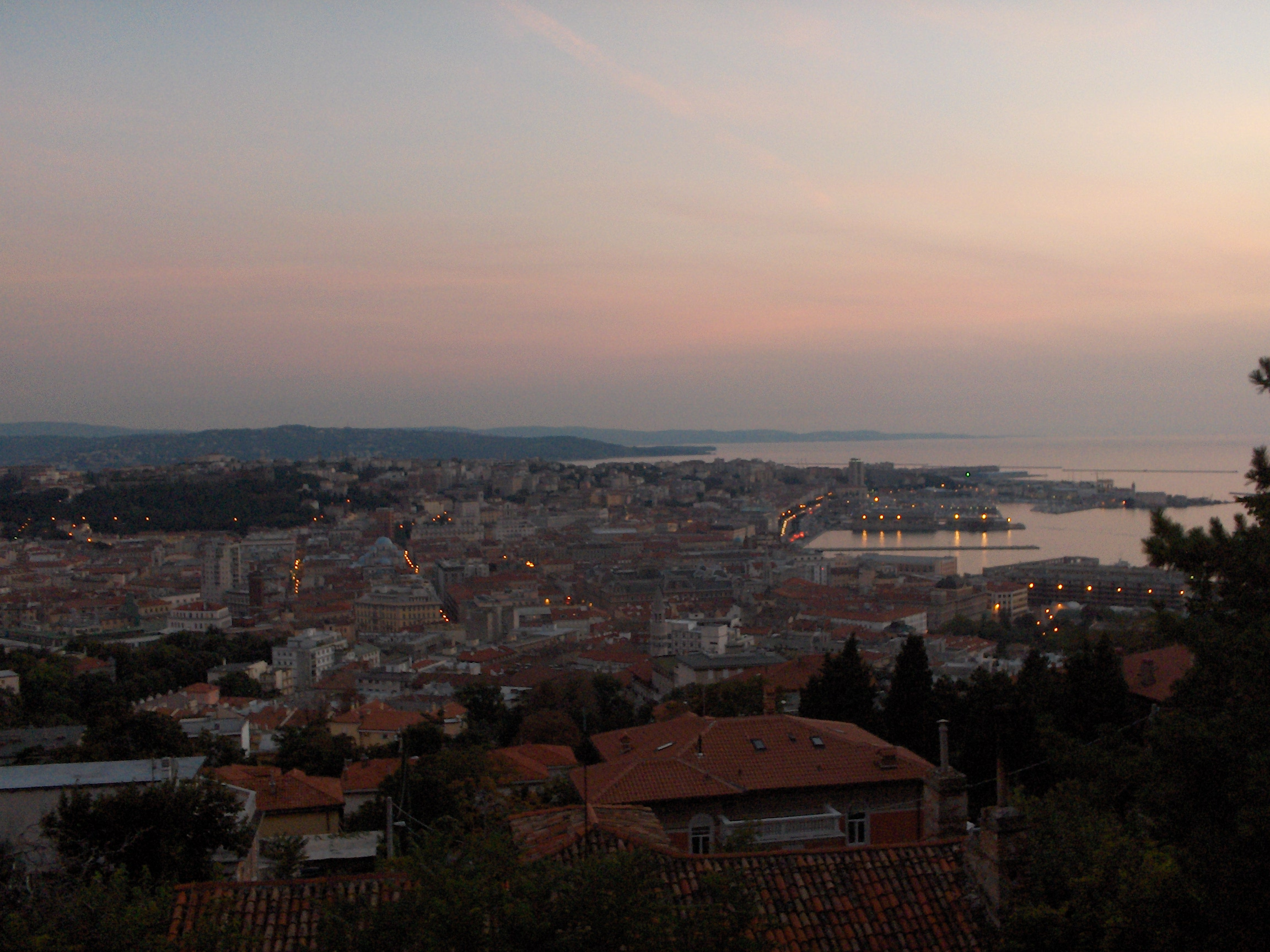
市中心和附近的群山

476年西罗马帝国灭亡以后，的里雅斯特仍然是拜占庭帝国的军事中心。788年，它成为法兰克王国的一部分，774年，由一名主教管理。由於1081年该市對阿奎莱亚的松散控制，12世纪末发展成一个自由公社。威尼斯共和国通过与邻近强国的200年战争（从1369年到1372年短暂占领），Triestins将该市赠予哈布斯堡家族的奥地利公爵利奥波德三世，1372年10月，在Šiška的村庄apud Sisciam（今天是卢布尔雅那的一个市区）的圣巴塞洛缪（巴多罗买）教堂签订了cessation协定。直到17世纪，市民保持一定程度的自治权。

### 奥地利的统治（1382年-1919年）

到1918年的的里雅斯特的徽章

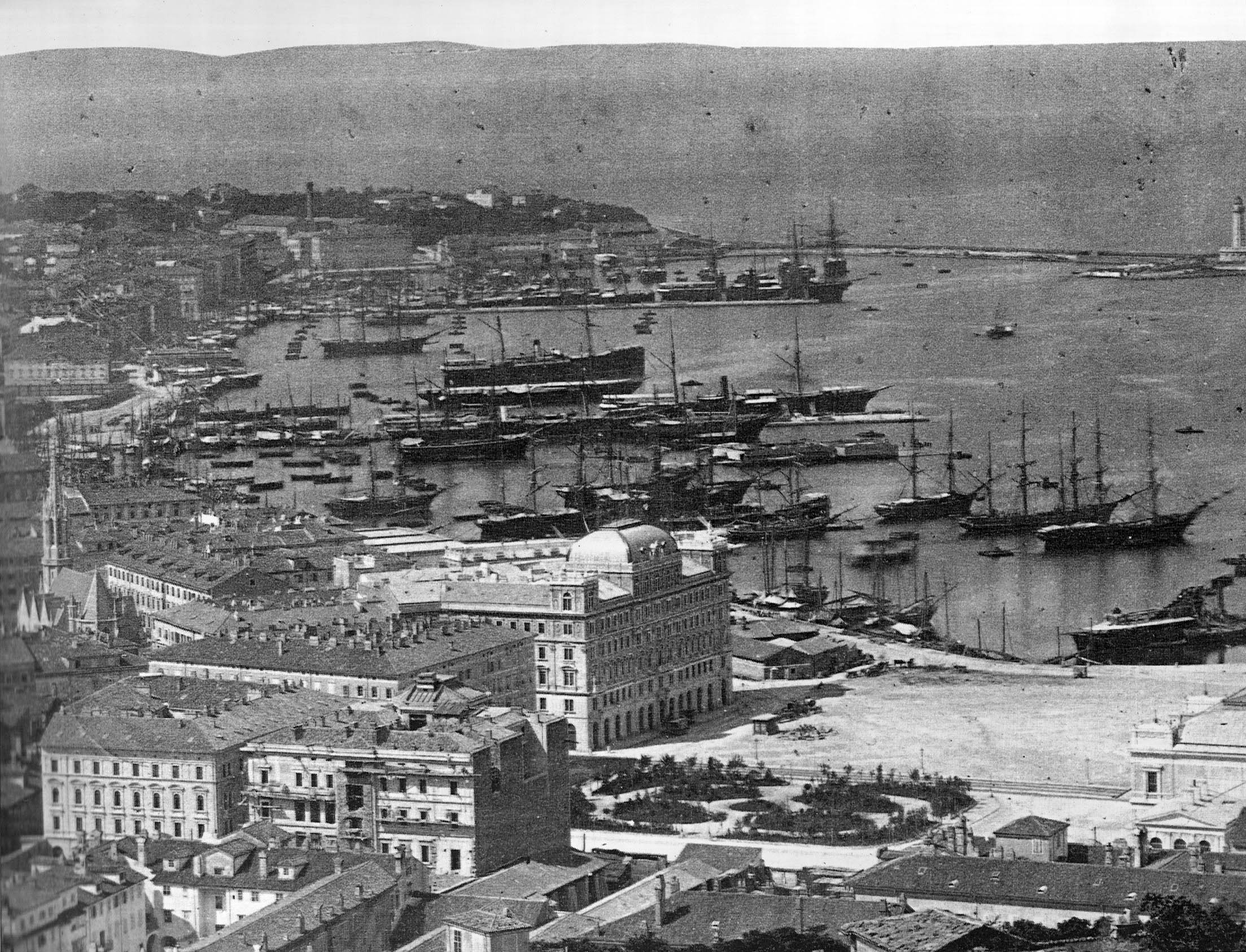
1885年的的里雅斯特

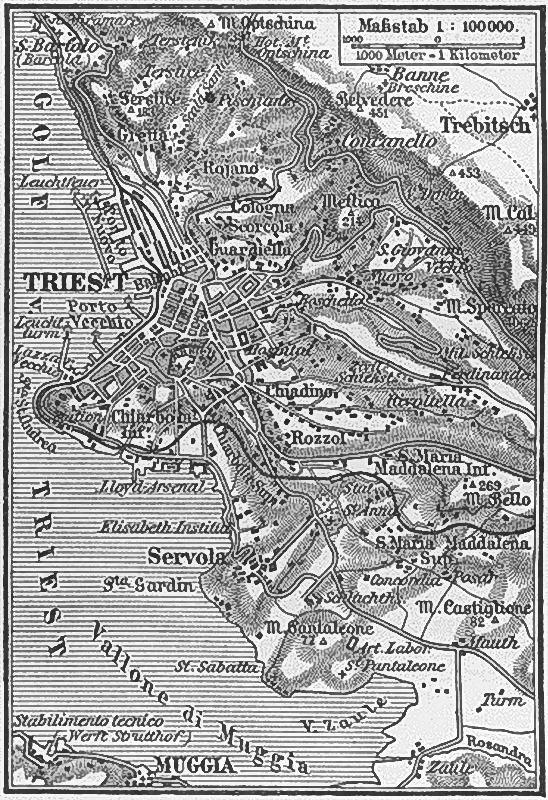
1888年地图

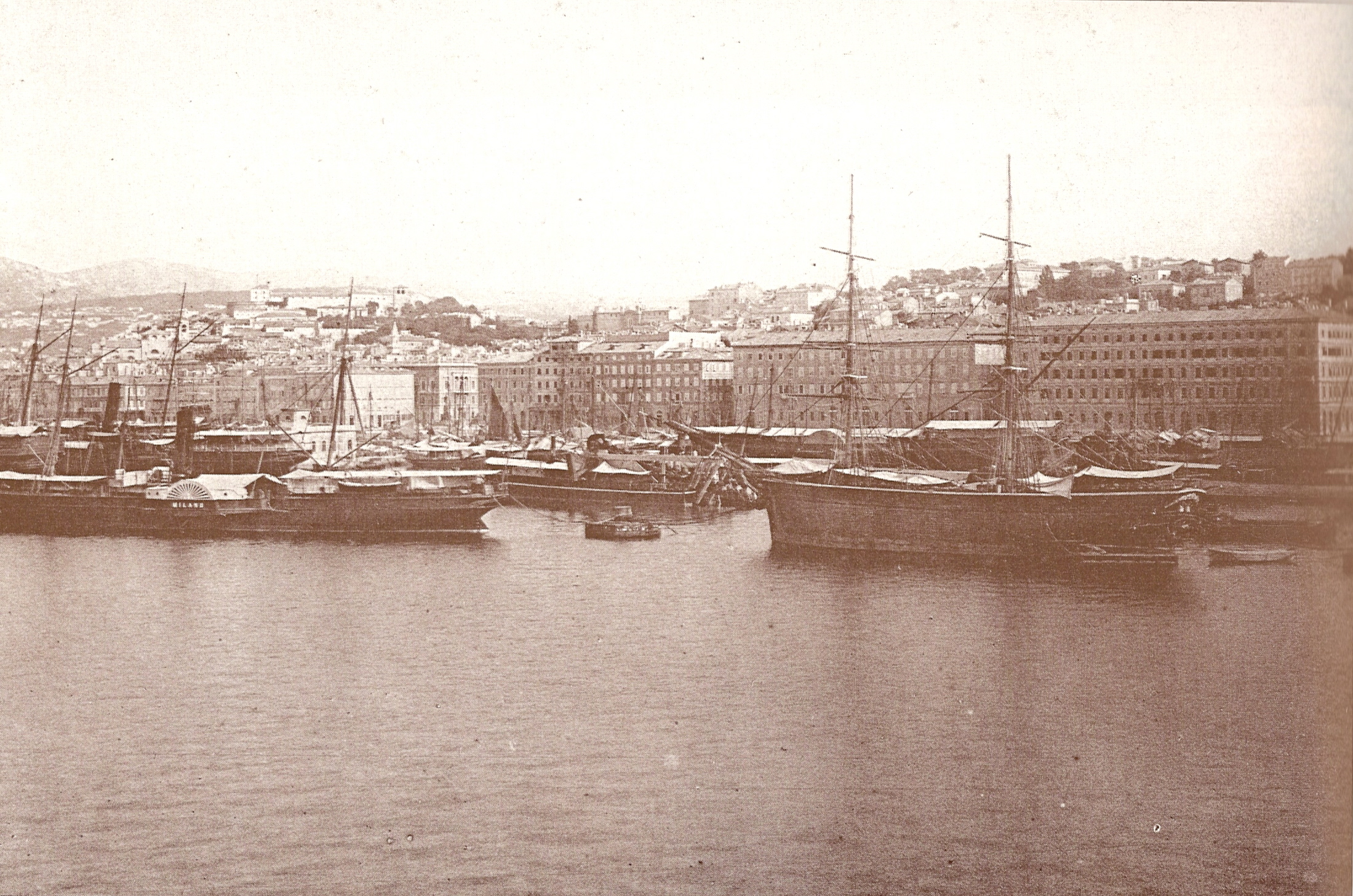
港口於1893年，位於圖片中心的Piazza Giuseppina（今威尼斯廣場）

在1382年到1919年之间，的里雅斯特属于奥地利的一部分。发展成一个重要的港口和贸易中心。1719年，神圣罗马帝国皇帝查理六世给予其自由港的特权，这一地位一直保持到1891年7月1日。在查理六世的继任者玛丽亚·特蕾西亚和约瑟夫二世统治之下，的里雅斯特进入了它最为繁荣的一段时期。
在拿破仑战争期间，法国军队曾经三次击败奥地利军队，占领该市（1797年；1805年-1806年；1809年-1813年）。在最后一次被占领期间，拿破仑·波拿巴通过熊布鲁恩条约，将的里雅斯特并入伊利里亚行省（省会设在卢布尔雅那）。这一时期，的里雅斯特最终失去了自治权（甚至在1813年返回奥地利帝国后也未恢复），自由港的地位也被取消。这一时期，的里雅斯特的商业受到拿破仑的针对英国的“大陆封锁”政策的沉重打击。
拿破仑战争以后，的里雅斯特继续作为的里雅斯特帝国自由市又恢复了繁荣，并且成为奥地利海滨地区(Küstenland)的首府。的里雅斯特是奥地利的主要港口和造船中心，1836年，按照北德意志劳埃德公司模式成立了奥国勞埃德公司（Österreichischer Lloyd，该公司1919年改名为Lloyd Triestino（的里雅斯特勞埃德公司），1998年被台湾长荣集团控股，2006年改名为意大利海运公司（Italia Marittima Spa））。1857年，连接维也纳-的里雅斯特的奧地利南方鐵路完工。
20世纪初，的里雅斯特是一个繁榮的国际性都市，詹姆斯·乔伊斯、斯韦沃和翁贝托·萨巴等艺术家在此活动。该市是奥地利里维埃拉的一部分，并显然是中欧的一部分。数种语言在此同时使用，包括的里雅斯特语（威尼斯方言的一个变种）、德语和斯洛文尼亚语，其中的里雅斯特语是大多数人使用的语言，德语是奥地利的官方语言，而斯洛文尼亚语是附近乡村所使用的语言。至今的里雅斯特街头仍可看到维也纳风格的建筑和咖啡馆。

### 并入意大利
的里雅斯特和特伦托都是意大利民族统一运动的主要基地，该运动旨在将所有由意大利人居住的地方统一成一个意大利国家。第一次世界大战结束后，奥匈帝国瓦解，1920年，的里雅斯特和整个弗留利-威尼斯朱利亚被移交给意大利。但这次合并剥夺了该市传统的腹地，使其重要性大为下降。1922年10月30日，贝尼托·墨索里尼的法西斯执政，斯洛文尼亚裔（占人口的25%）开始受到镇压，达到顶点。意大利民族主义团体在1920年4月13日烧毁的里雅斯特斯洛文尼亚人的文化中心（Narodni dom；National House）。

### 第二次世界大战
1943年7月，盟军在西西里岛登陆，意大利国王维托里奥·埃马努埃莱三世罢黜并软禁了墨索里尼，向盟军秘密投降，这时隆美尔率领德国军队攻占意大利，救出墨索里尼，帮助他在9月23日在意大利北部成立了意大利社会共和国。起初的里雅斯特在名义上属于这个政权，不过不久就正式割让给德国，和阜姆、乌迪内、普拉、卢布尔雅那组成亚得里亚海滨管理区。1944年4月4日，纳粹占领军在的里雅斯特附近建起了意大利唯一的灭绝营。该市还受到游击队活动骚扰以及盟军的轰炸。
1945年4月30日，3000名意大利反法西斯志愿者发动抵抗纳粹的起义。5月1日，铁托的南斯拉夫游击队占领了大半个的里雅斯特。次日，新西兰第2师也沿着亚得里亚海北岸的14号公路抵达的里雅斯特。最终，德国军队在5月2日夜晚宣布投降。
南斯拉夫决心要吞并的里雅斯特，迅速开始组织共产党军事管制，开始逮捕意大利抵抗力量成员，制造了Foibe屠杀。1945年5月5日，南斯拉夫派人員武裝襲擊一個支持意大利的示威活動，至少五人死亡。6月12日，在当地新西兰第2师和丘吉尔的政治压力下，南斯拉夫军队最终被迫撤出该市。

### 意大利城市

的里雅斯特和區A、區B

1947年，在签订对意和约时，规定的里雅斯特成为一个独立的的里雅斯特自由区（意大利语：Territorio Libero di Trieste；德语：Freies Territorium Triest；斯洛文尼亚语：Svobodno tržaško ozemlje；克罗地亚语：Slobodni teritorij Trsta；英语：Free Territory of Trieste），面积为759平方千米，由盟军（英军为主，也有一些美军）政府统治了数年，由英国军官特伦斯·埃尔雷爵士担任长官。1954年，伦敦备忘录签订，的里雅斯特自由区解散，的里雅斯特市和A区归属意大利，南部的B区（527平方千米），包括伊斯蒂利亚和喀斯特的一部分归属南斯拉夫。同年10月26日，正式宣布与意大利合并。
1975年，意大利与南斯拉夫政府签订了奧西莫條約，的里雅斯特地区的边界问题和少数民族地位问题，最终得到解决。南斯拉夫解體后的2004年，斯洛文尼亚加入欧盟。
歸屬南斯拉夫的土地，部份位於今日的斯洛維尼亞科佩爾市。

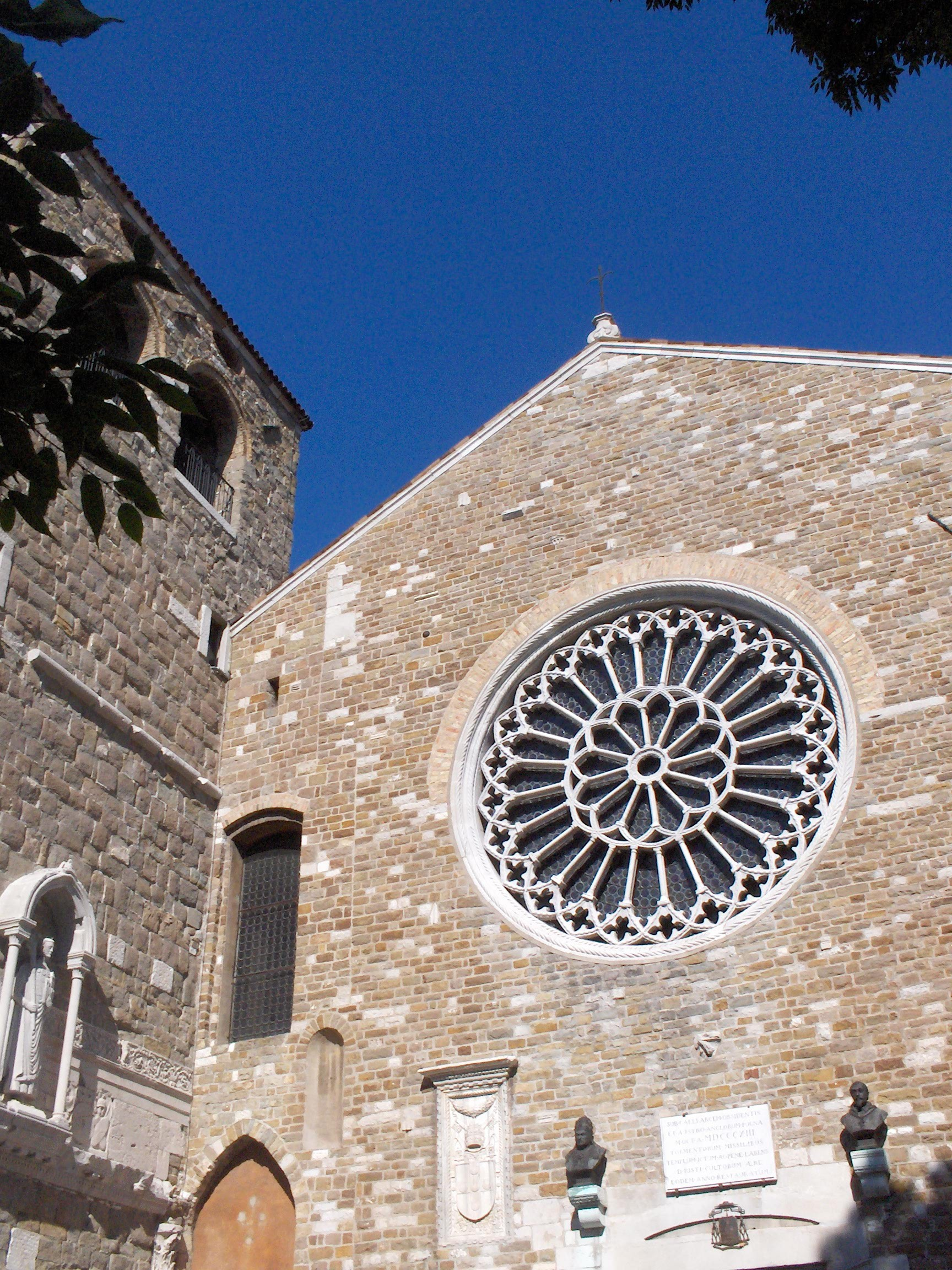
的里雅斯特圣儒斯定主教座堂

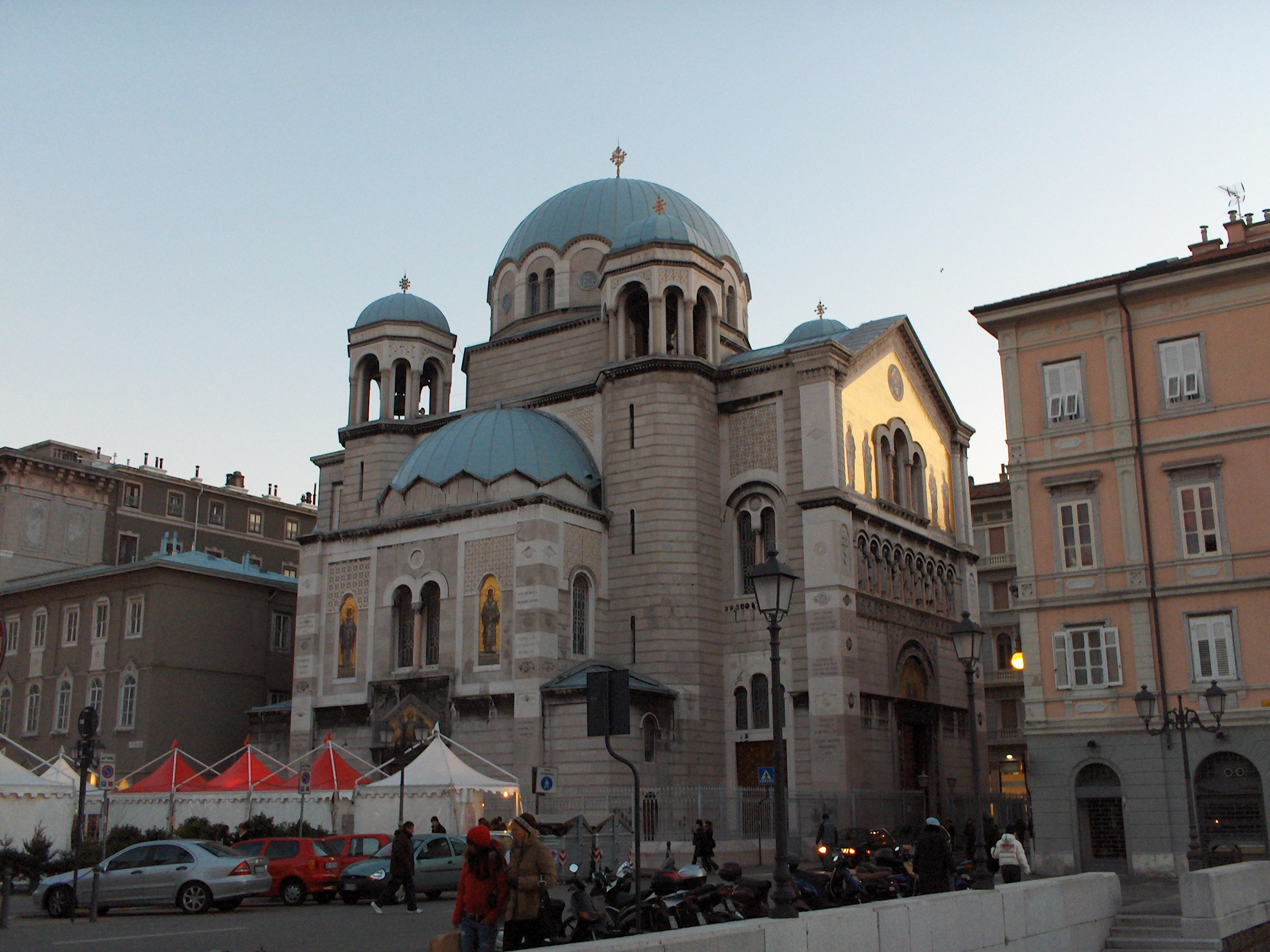
塞尔维亚东正教会of San Spiridione

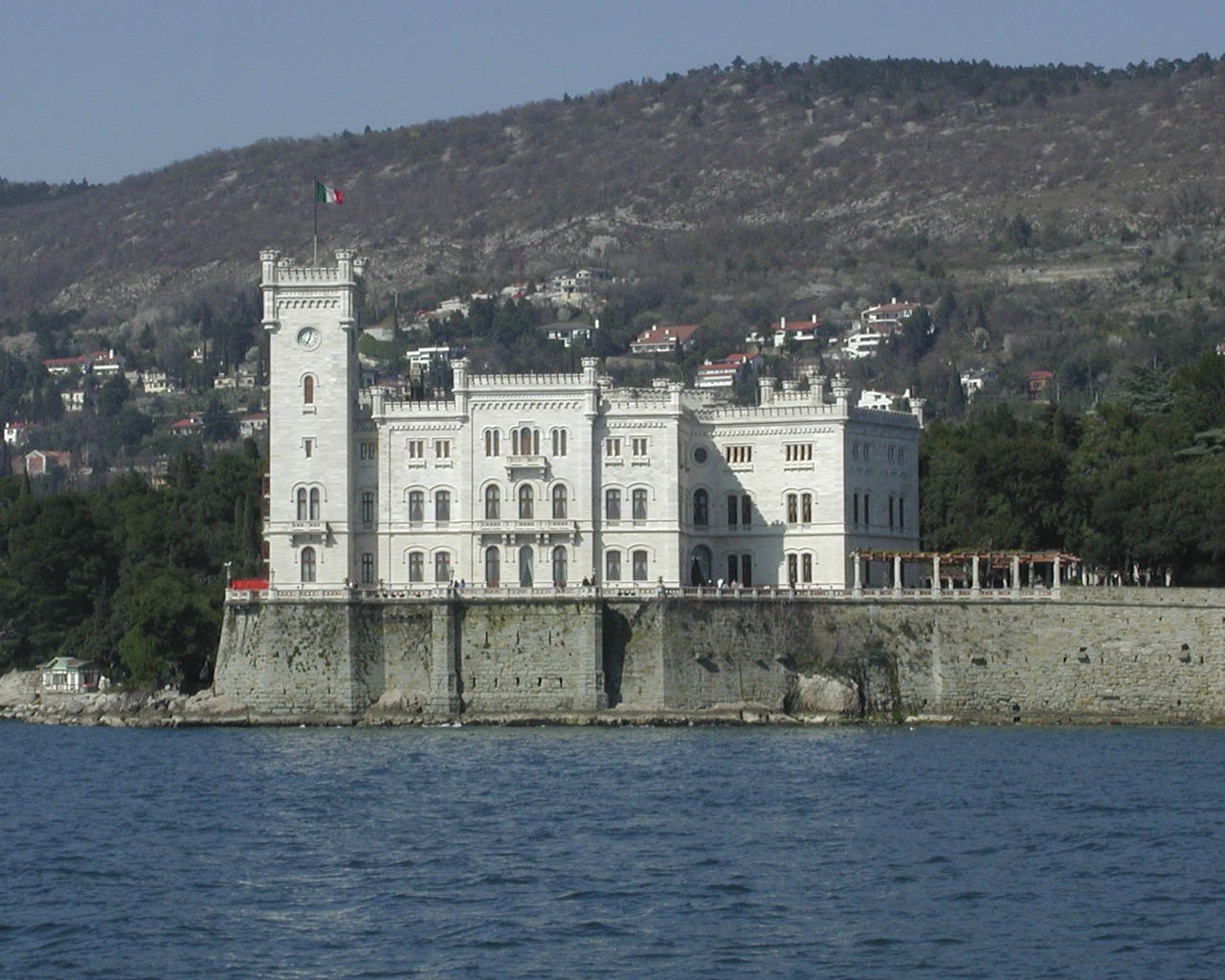
米拉馬爾（Miramare）城堡

## 人口
在1700年，的里雅斯特有5000人口。1960年代人口达到最高峰，此后由于郊区化的影响，人口有所下降。的里雅斯特的人口构成中，意大利人占62%，斯洛文尼亚人占14%，德意志人占10%，此外还有希腊人、英国人、亚美尼亚人、土耳其人、阿拉伯人、华人等。的里雅斯特占优势的方言称为的里雅斯特语（的里雅斯特语：Triestin，意大利语：Triestino），是威尼斯方言在当地的变种。的里雅斯特的市区内使用的里雅斯特语与意大利语，而在紧邻市区的部分近郊，已经开始使用斯洛文尼亚语。意大利语以及斯洛文尼亚语都被认为是本地语言，而弗留利语以及克罗地亚语也有少数人使用，由于地理位置以及历史缘故，在该城也有很多人使用德语。
| 年份     | 人口    |
| -------- | ------- |
| 自1700年 | 5,000   |
| 自1800年 | 28,000  |
| 自1800年 | 29,908  |
| 自1850年 | 70,000  |
| 1880年   | 144,844 |
| 1887年   | 158,478 |
| 自1900年 | 175,000 |
| 1914年前 | 235,000 |
| 1921年   | 239,558 |

| 年份   | 人口    |
| ------ | ------- |
| 1931年 | 250,170 |
| 1936年 | 248,307 |
| 1951年 | 272,522 |
| 1963年 | 277,644 |
| 1971年 | 271,879 |
| 1981年 | 252,369 |
| 1991年 | 231,100 |
| 2001年 | 211,184 |
| 2005年 | 206,590 |

## 交通

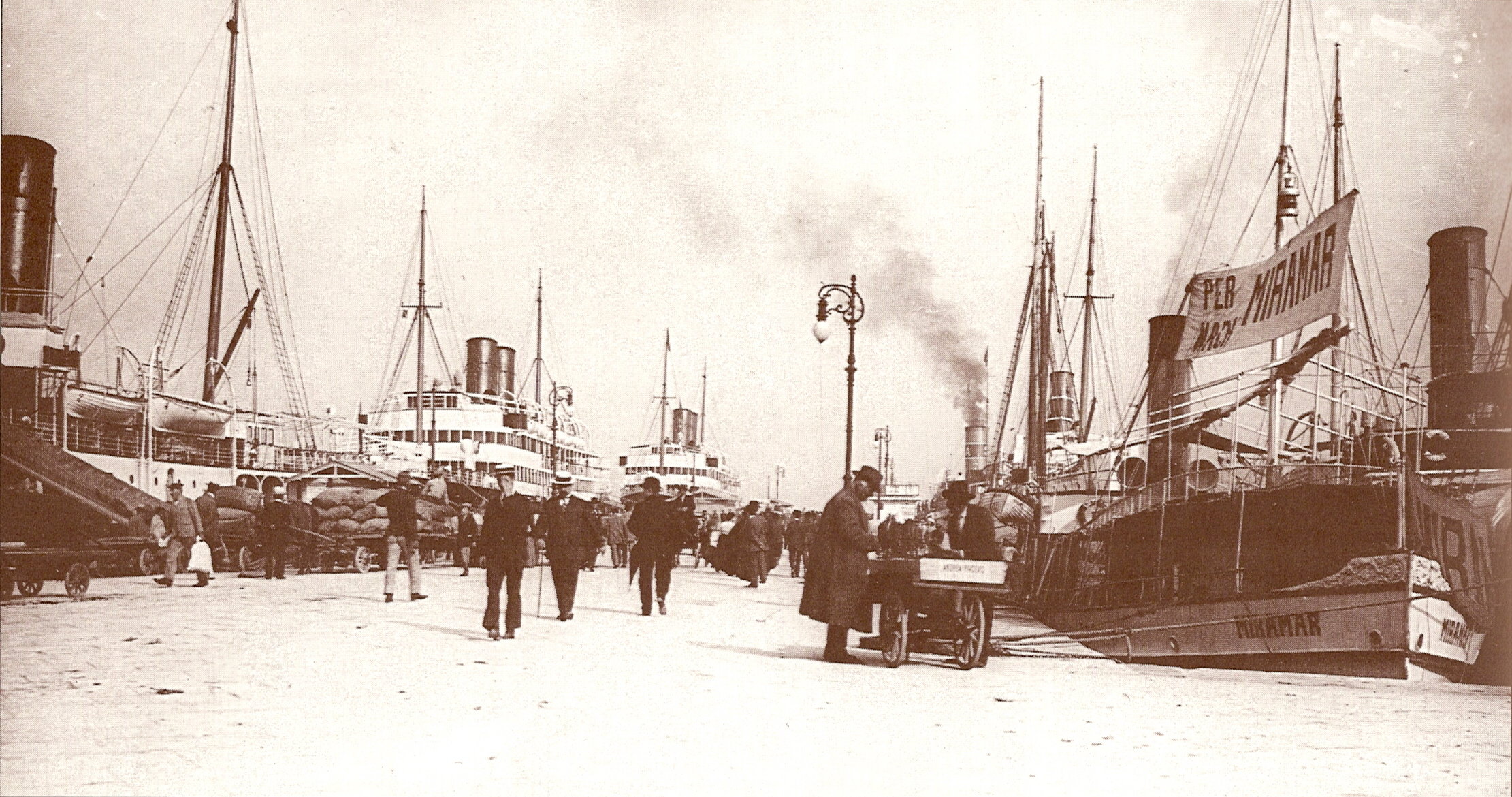
1900年左右，Molo San Carlo的經銷商和乘客

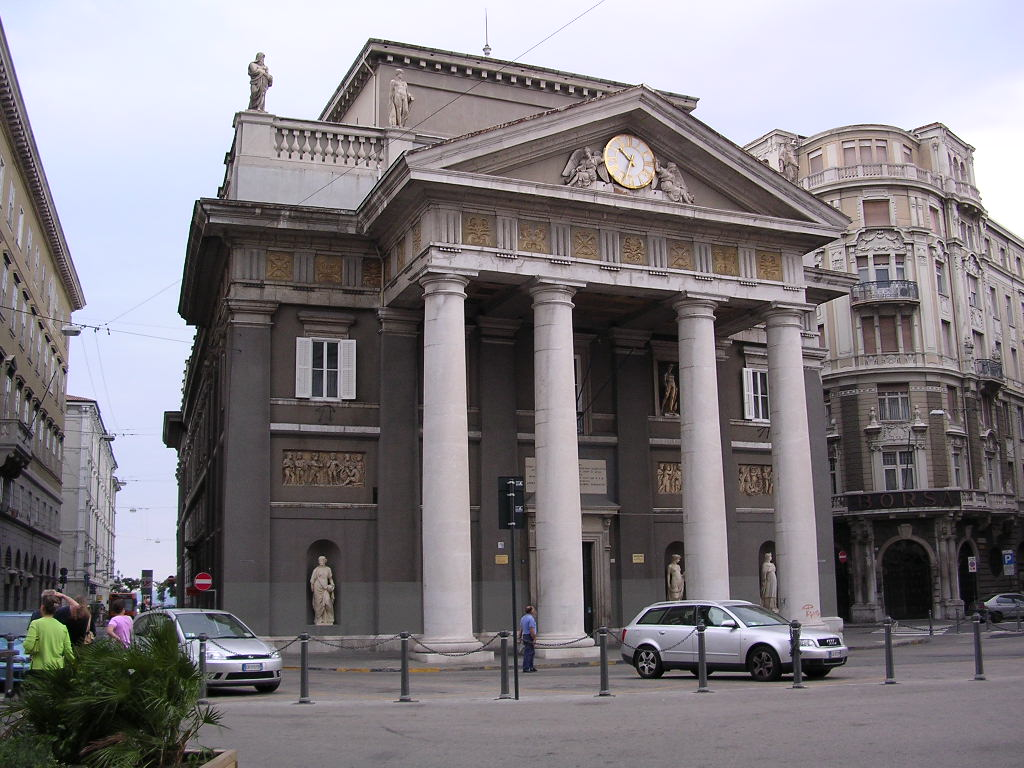
的里雅斯特證券交易所（2004年）

### 港口
的里雅斯特港是意大利在亚得里亚海的重要海港，由于地理位置它对内陆的奥地利、德国巴伐利亚、捷克和斯洛伐克而言也是重要的贸易港。

## 景点

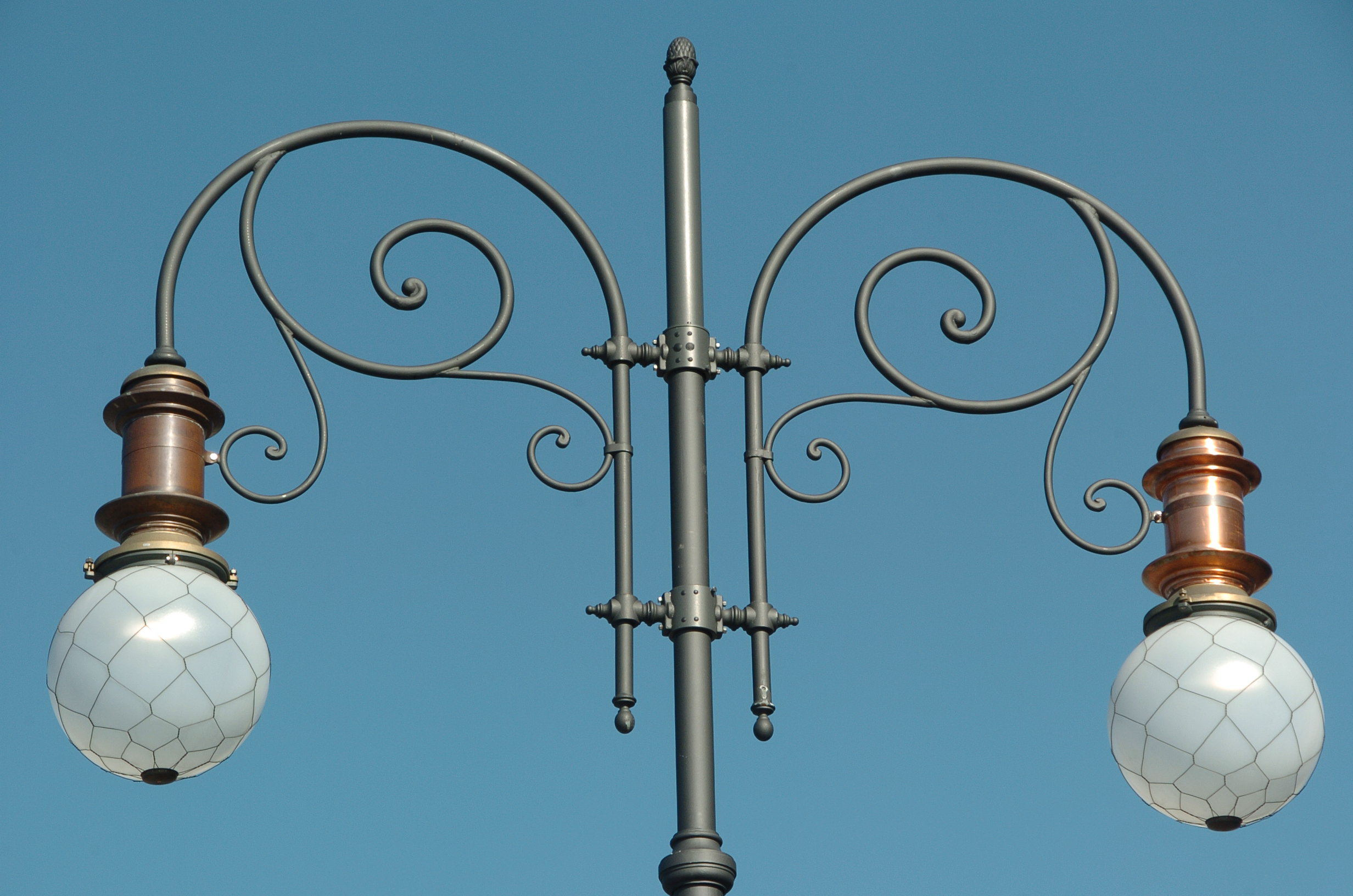
的里雅斯特的路灯

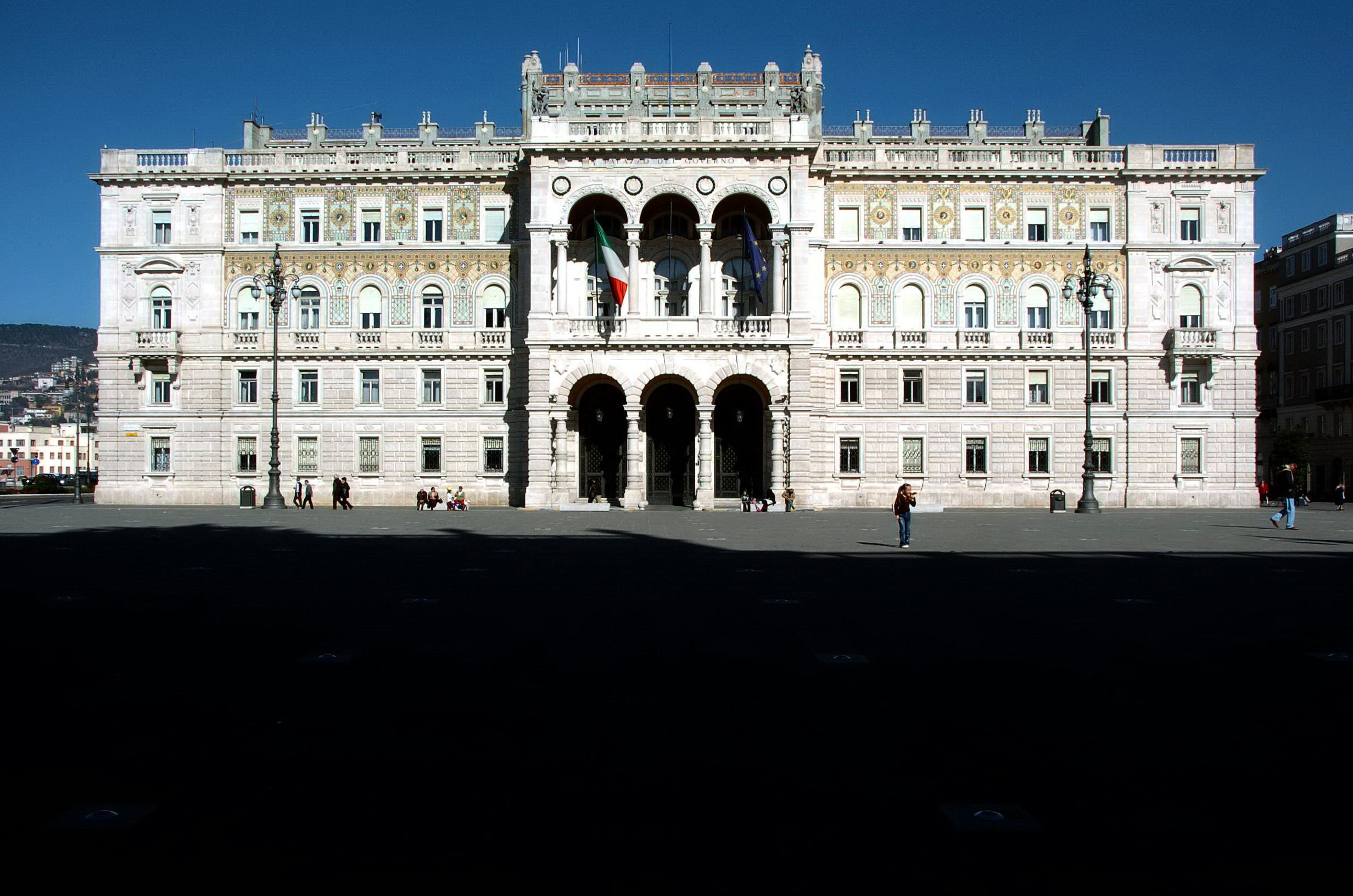
的里雅斯特意大利廣場上的官邸

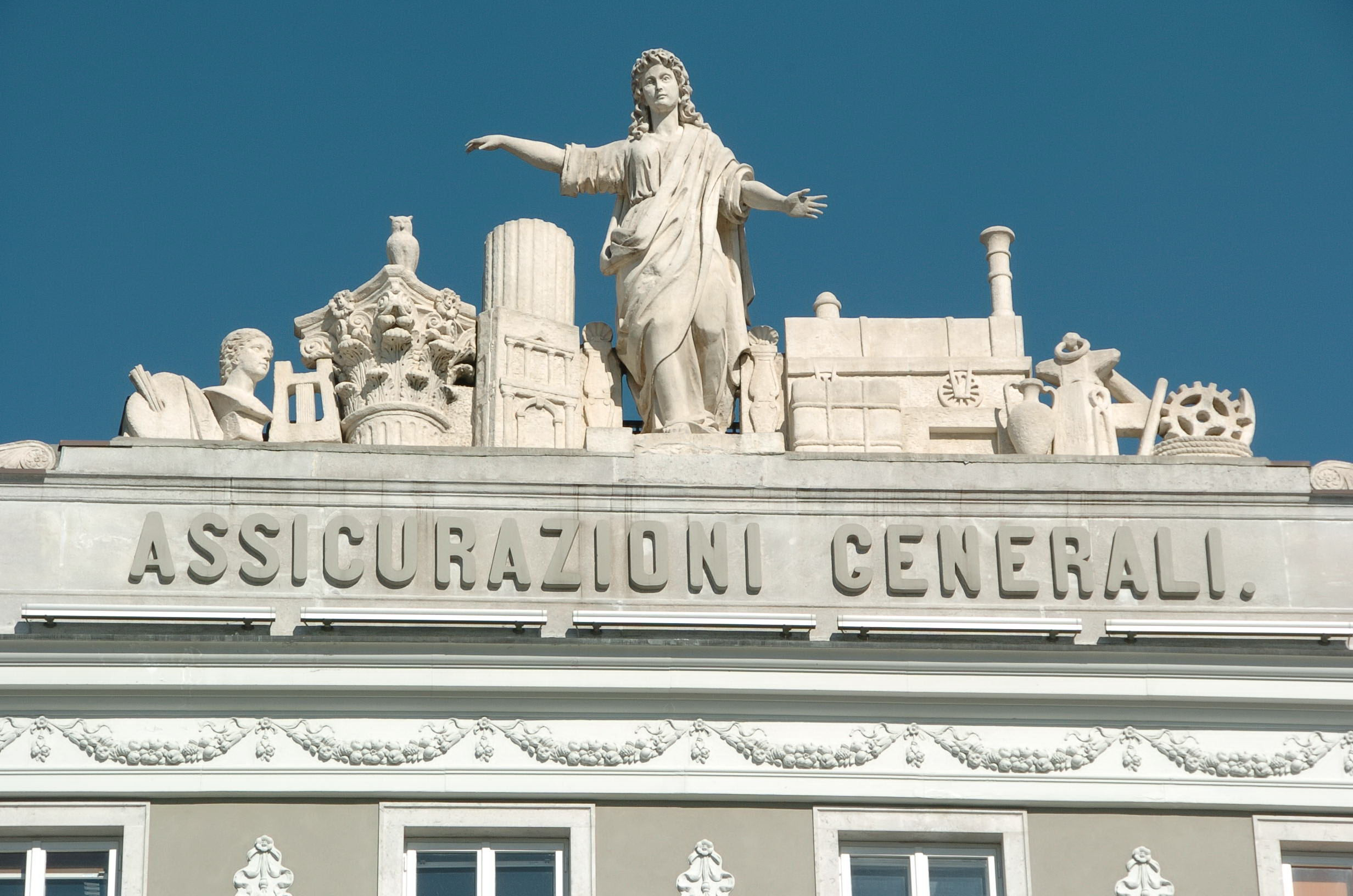
的里雅斯特Assicurazioni Generali, Fassadendetail

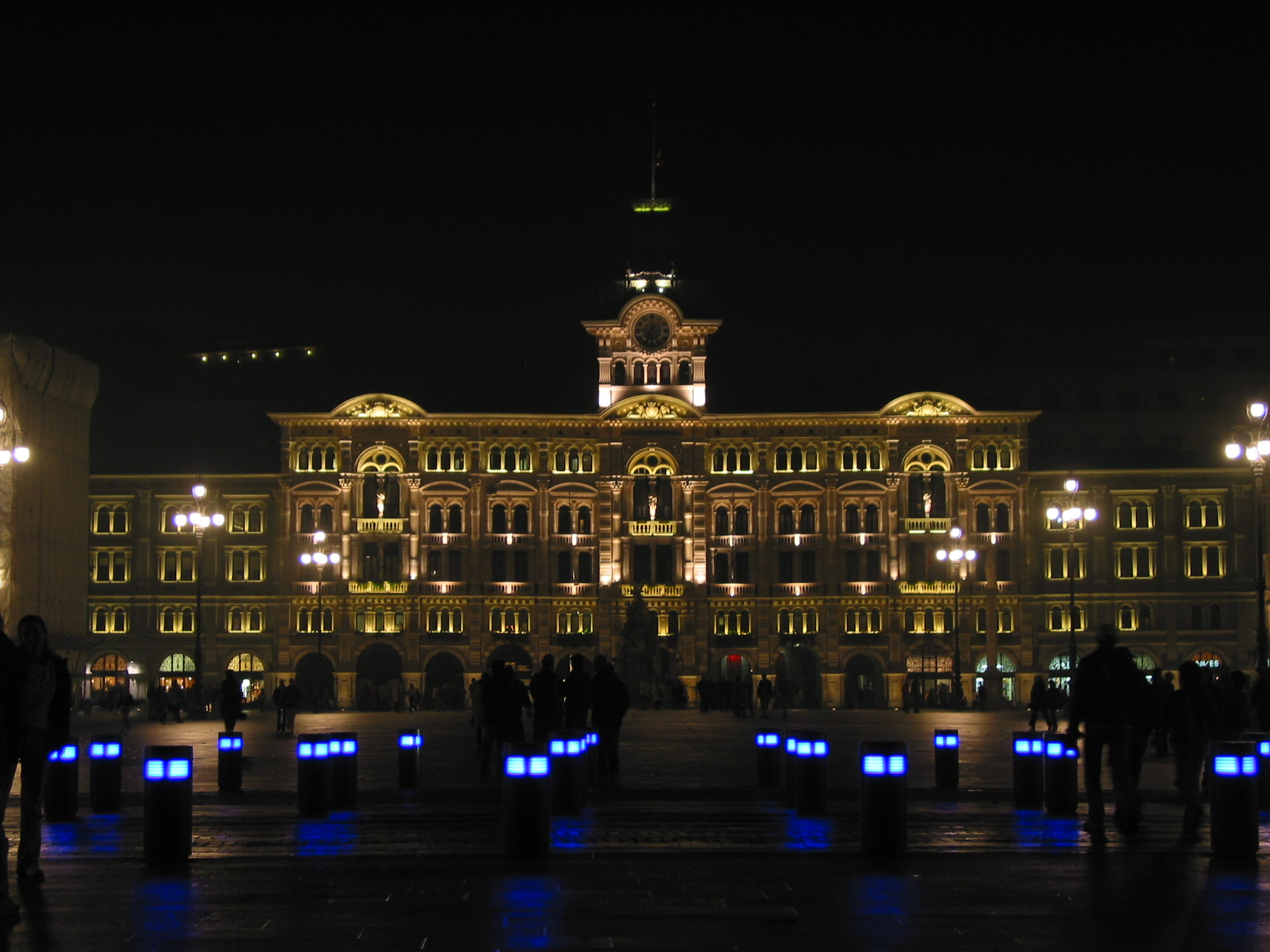
的里雅斯特的广场

### 城堡
- 米拉马雷城堡
- 圣儒斯定城堡

### 教堂
- 的里雅斯特圣儒斯定主教座堂
- 塞尔维亚东正教圣三位一體和聖史比利狄歐教堂 （建於1869年，有希腊十字平面，有5个圓頂，為拜占庭传统）
- 圣西爾維斯特圣殿（11世纪）
- Santa Maria Maggiore教堂（1682年）
- 圣尼各老堂（建於1787年，立面两侧各有一个钟楼，為奥地利后期巴罗克式样）
- 的里雅斯特犹太会堂（1912年）

### 考古遗迹
- Arch of Riccardo
- 佛羅倫斯大教堂（2世纪）
- Paleochristian大教堂

#### 罗马剧院
的里雅斯特的历史可追溯至皇帝屋大维，命令于前33-32年建造。该市在1世纪和2世纪得到很大发展。罗马剧院位于圣儒斯定山脚，面对大海。工程利用了山体缓坡的优势，大部分为石砌。在20世纪30年代是出土了一系列装饰剧院的雕像，这些雕像现藏于该市博物馆。公元一世纪下半叶图拉真时期的三篇铭文中提到一个名叫Q. Petronius Modestus的人。此公与剧院有密切联系。

### 其他
- Risiere di San Sabba（Risiere di San Sabba博物館國家紀念碑，這是意大利唯一的纳粹灭绝营）
- 的里雅斯特乔伊斯博物馆

## 文学
有许多著名作家曾住在的里雅斯特，并创作出重要作品。
- 斯韦沃（Italo Svevo）：意大利犹太作家
- 翁贝托·萨巴：意大利诗人
- 詹姆斯·乔伊斯：爱尔兰作家

## 友好城市
- 奥地利格拉茨